# Eva Stachniak

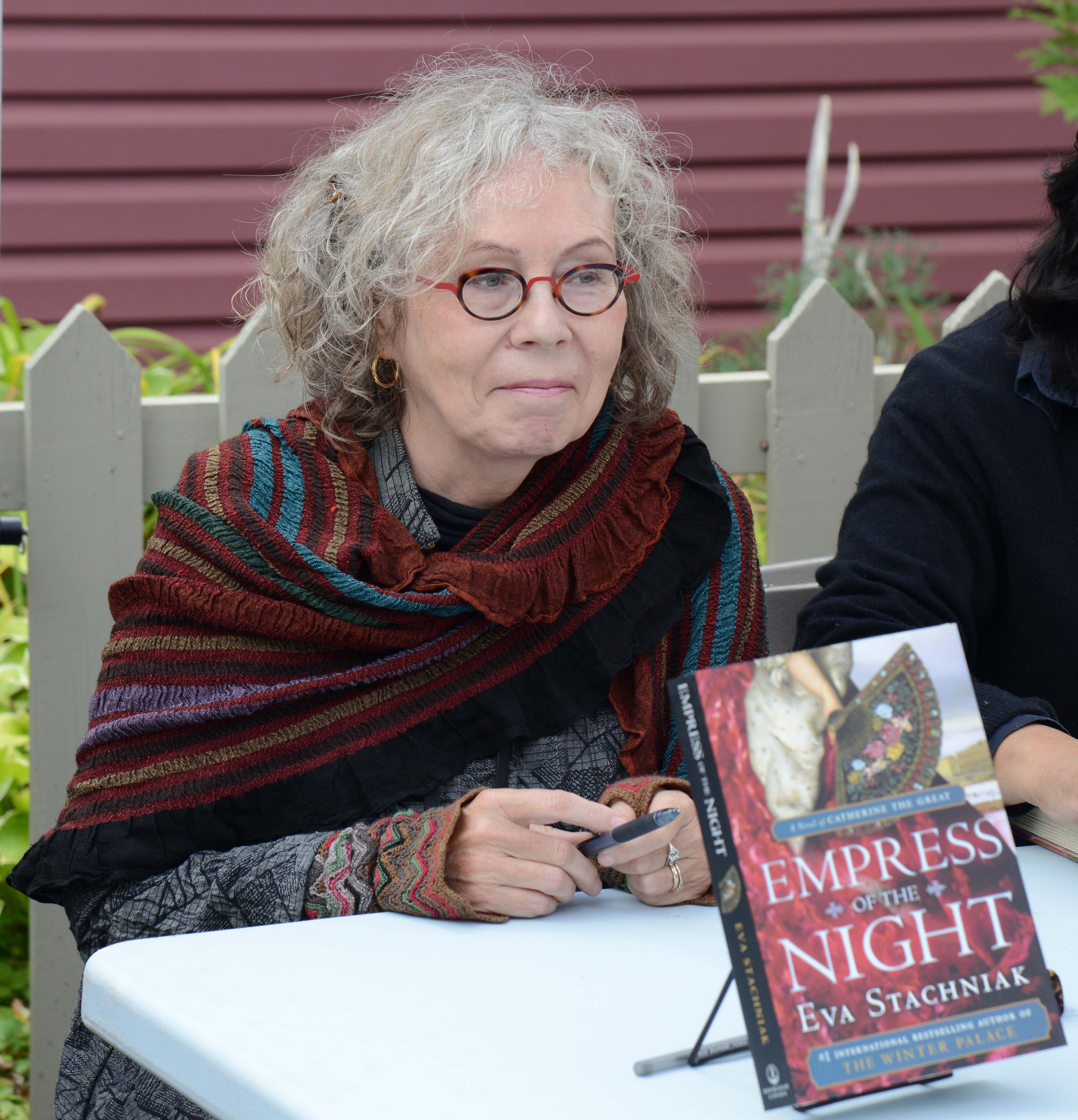
Eva Stachniak

Eva Stachniak (* 27. November 1952 in Wrocław) ist eine in Kanada lebende Schriftstellerin.
Eva Stachniak lebt seit 1981 in Kanada. Von 1984 bis 1986 arbeitete sie für Radio Canada International. Von 1988 bis 2007 war sie als Dozentin für Englisch und Geisteswissenschaften am Sheridan College tätig. Mit ihrem Debütroman Necessary Lies gewann sie 2000 den Books in Canada First Novel Award. Ihr zweiter Roman Garden of Venus wurde in sieben Sprachen übersetzt.
Eva Stachniak lebt in Toronto.

## Veröffentlichungen
- Necessary Lies. Roman. Dundurn, Toronto 2001[2]
- Garden of Venus. Roman. HarperCollins, Toronto 2006[3]
- The Winter Palace. Roman. Random House, 2012[4]
  - Übers. Peter Knecht: Der Winterpalast. Roman. Insel Verlag, Berlin 2012 ISBN 978-3-458-35895-4
- Empress of the Night. Roman. Bantam, 2014
  - Übers. Christel Dormagen, Peter Knecht: Die Zarin der Nacht. Insel, Berlin 2014
- The Chosen Maiden. Doubleday Canada, 2017
  - Übers. Peter Knecht: Die Schwester des Tänzers. Roman. Insel Verlag, 2016. Über Bronislava Nijinska
- The Deer Park.
  - Übers. Peter Knecht: Die letzte Tochter von Versailles. Roman. Insel Verlag, 2021.
- The School of Mirrors. William Morrow, 2022, ISBN 978-0-06-311960-4.